# Claudio Puntin

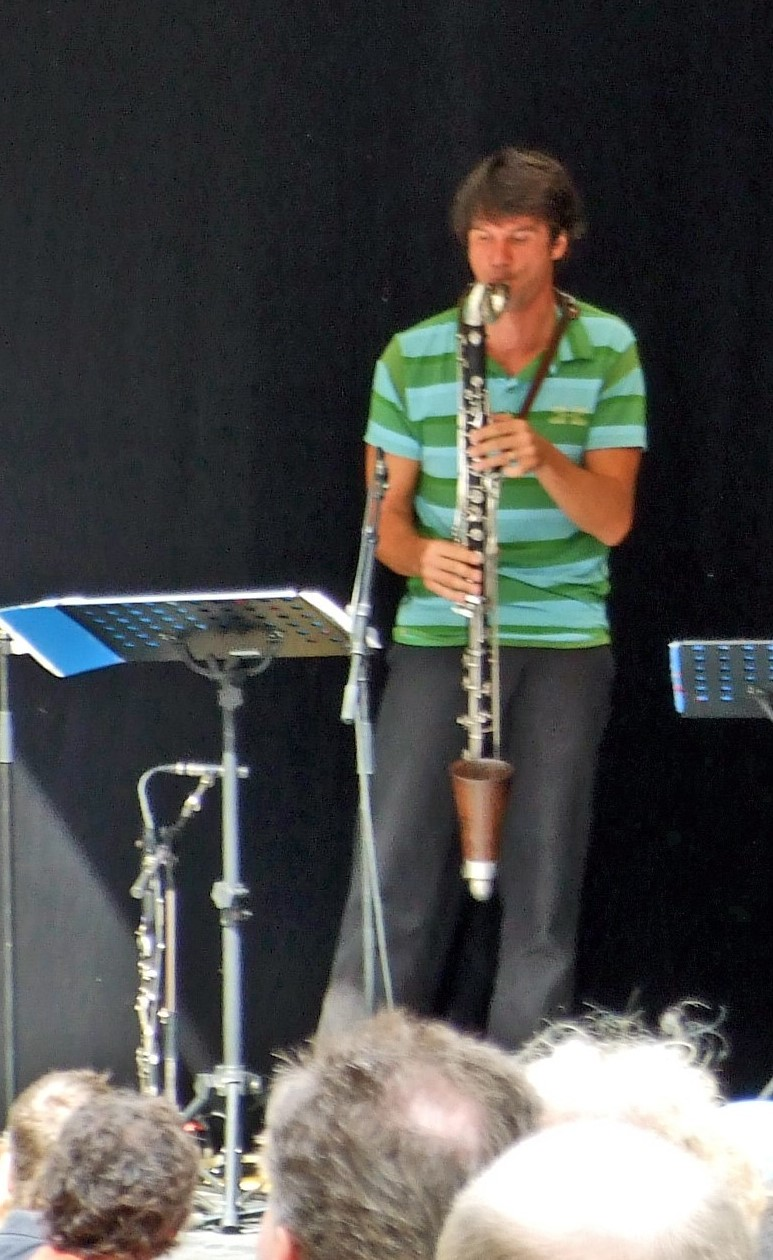
Puntin in 2007

Claudio Puntin (Zug, 1965) is een Zwitsers bas- en besklarinettist van Italiaanse komaf. Hij speelt jazz.
Zijn eerste opleiding kreeg hij echter in Luzern als goudsmid (1981-1985) en won daarmee ook lokale prijzen. Vanaf 1984 trad hij als klarinettist toe tot het Zwitsers Nationaal Jeugdorkest. Na de studie voor goudsmid, begon de serieuze muziekstudie in Rotterdam en Keulen. Vanaf 1983 tot 1989 studeerde hij klarinet, basklarinet en jazz. Daarnaast kreeg hij ook les van Sergiu Celibidache. Begin jaren 90 kwamen de eerste muziekprijzen binnen: eerst als finalist van een jazzconcours in Leverkusen (1991), daarna winnend in Frankfurt am Main en Noordrijn-Westfalen. In 2004 ten slotte de WDR-jazzprijs.
Hij werkt voornamelijk in jazzensembles, waaronder in kwintet East en het World Clarinet Quartet. Ook in trioverband met Anders Jormin en Mirloslav Tadic kan hij zijn muziek kwijt. In aanvulling daarop verleent hij diensten aan bijvoorbeeld het Symphonieorchester des Bayerischen Rundfunks, het Tonhalle Orchester Zürich en Ensemble Modern. Daarnaast werkt hij al veel jaren samen met componist, arrangeur Martin Fondse en maakt hij deel uit van het Starvinsky orchestra en later het Martin Fondse Orchestra.

## Discografie
- Elephant's love affair (1995)
- The Story of The Clouds (2000)
- Ylir (2001)
- Clap You (2004)
- Mondo (2004)
- Tree: Nolia (2005)
- Mars (2006) (Syntopia Quartet)
- Rot (2007)
- Currents (begeleider van Wolfert Brederode (2007)
- Die Kleine Nick feiert (audioboek)(2008)

- Bibliothèque nationale de France: cb14217963b (data)
- CiNii: DA17477289
- Gemeinsame Normdatei: 134801202
- International Standard Name Identifier: 0000 0000 5519 1909
- Library of Congress Control Number: no2008147625
- MusicBrainz: 5fcd32af-47d1-4720-94e3-1776e309e8e9
- Nationale Bibliotheek van Israël: 987007352189605171
- Nederlandse Thesaurus van Auteursnamen: 312646968
- Système universitaire de documentation: 144299909
- Virtual International Authority File: 66677191
- WorldCat: E39PBJcGhRwWJ9KgMPHdYtRVG3